# TEEB
TEEB (The Economics of Ecosystems and Biodiversity) – projekt zainicjowany przez rząd Niemiec, Komisję Europejską i UNEP, mający na celu zwrócenie uwagi opinii publicznej na zyski płynące z dobrze funkcjonujących, zdrowych ekosystemów wykazujących się wysoką bioróżnorodnością, oraz na rosnące koszta niszczenia ekosystemów. W tym celu TEEB stara się stworzyć syntezę zagadnień naukowych, ekonomicznych i ich implikacji politycznych.
Projekt TEEB składa się z pięciu faz (pierwsze cztery znalazły podsumowanie w opublikowanych przez wydawnictwo Earthscan raportach): 1. synteza podstaw teoretycznych z ekologii i ekonomii, 2. sformułowanie praktycznych porad dla polityki na poziomie narodowym i międzynarodowym, 3. praktyczne porady dla polityki lokalnej i regionalnej, 4. praktyczne porady dla przedsiębiorstw i innych aktorów gospodarczych, 5. praktyczne porady dla indywidualnych obywateli.

## Rada doradców
W radzie doradców TEEB zasiadają między innymi były szef UNEP Achim Steiner oraz znani ekonomiści środowiska Nicholas Stern (autor Raportu Sterna), Edward Barbier, Joan Martínez-Alier i Karl Göran-Mäler, czeski minister środowiska Ladislav Miko, szefowa Europejskiej Agencji Środowiska (EEA) Jacqueline McGlade oraz szef międzynarodowej organizacji ochrony środowiska WWF, Yolanda Kakabadse. Koordynatorem projektu jest Pavan Sukhdev.

## Pierwsza faza
W pierwszej fazie projektu TEEB powstał raport (The Economics of Ecosystems and Biodiversity: Ecological and Economic Foundations) będący wynikiem intensywnego naukowego peer review, a którego autorzy należą do uznanych autorytetów ekonomii środowiska i zasobów naturalnych. Do najważniejszych wyników raportu, będącego jednocześnie syntezą dotychczasowego stanu wiedzy na temat ekonomicznego wyceniania ekosystemów, należą:
- Podstawą do wyceniania ekosystemów powinno być pojęcie usług ekosystemowych, które umożliwia przetłumaczenie faktów ekologicznych na język ekonomii, bardziej zrozumiały dla aktorów ekonomicznych.
- Próba wycenienia ekosystemów jest konieczna, aby zapobiec dalszemu ich niszczeniu w wyniku aktywności gospodarczej ludzkości (konkretne wartości wyrażone w jednostkach monetarnych są przy tym mniej ważne niż sama próba wyrażenia wartości ekosystemów). Proces niszczenia ekosystemów pociąga za sobą znaczne koszty ekologiczne, ekonomiczne i społeczne.
- Chociaż ekonomia środowiska i zasobów naturalnych zajmuje się tą tematyką już od dłuższego czasu, nadal istnieją duże, nierozwiązane problemy metodologiczne, dotyczące zwłaszcza: dyskontowania, metod oceniania ekosystemów, traktowania niepewności oraz wartości kulturowych.
- Ważnym aspektem jest uczestnictwo w procesie wyceniania ekosystemów wszystkich istotnych interesariuszy.
- Chociaż dokładna rola bioróżnorodności w funkcjonowaniu ekosystemów nie jest jeszcze zrozumiana, najprawdopodobniej ma ona potencjalnie duży, pozytywny wpływ na ich stabilność i wydajność.
- Ludzie są nierozerwalną częścią ekosystemów i nasza egzystencja jest zależna od ich prawidłowego funkcjonowania (dotyczy to zwłaszcza ludzi żyjących w krajach biednych).

## Publikacje
- The Economics of Ecosystems and Biodiversity: Ecological and Economic Foundations
- The Economics of Ecosystems and Biodiversity in National and International Policy Making
- The Economics of Ecosystems and Biodiversity in Local and Regional Policy and Management
- The Economics of Ecosystems and Biodiversity in Business and Enterprise